# Sayed Abdelrazek
Sayed Abdelrazek (ar. سيد بازوكا) – egipski piłkarz grający na pozycji napastnika. W swojej karierze grał w reprezentacji Egiptu.

## Kariera klubowa
W swojej karierze piłkarskiej Abdelrazek grał w klubie Ismaily SC.

## Kariera reprezentacyjna
W 1970 roku Abdelrazek został powołany do reprezentacji Egiptu na Puchar Narodów Afryki 1970. Zagrał w nim w trzech meczach: grupowych z Ghaną (1:1), w którym strzelił gola i z Kongiem-Kinszasa (1:0) oraz o 3. miejsce z Wybrzeżem Kości Słoniowej (3:1). Z Egiptem zajął 3. miejsce.
W 1974 roku Abdelrazeka powołano do kadry na Puchar Narodów Afryki 1974. Na tym turnieju rozegrał cztery mecze: grupowe z Ugandą (2:1) i z Zambią (3:1), półfinałowy z Zairem (2:3) i o 3. miejsce z Kongiem (4:0). Z Egiptem zajął w 3. miejsce w tym turnieju.